# Włodzimierz Pohl
Włodzimierz Pohl (ur. 1969) – polski aktor lalkowy, filmowy, telewizyjny i teatralny oraz reżyser sztuk teatralnych.
W 1994 ukończył studia na Wydziale Lalkarskim PWST w Krakowie - Filia we Wrocławiu. Aktor Teatru Lalek Banialuka w Bielsku-Białej. Pracował również w Bałtyckim Teatrze Dramatycznym w Koszalinie, Teatrze Polskim w Bielsku-Białej i Wrocławskim Teatrze Lalek. Ma w swoim dorobku ponad 50 ról teatralnych (głównie w teatrach lalkowych) a także role filmowe i w spektaklach telewizyjnych.

## Wybrane role teatralne
- Balladyna, reż. Marek Gaj - goniec
- Wiśniowy sad, reż. Siergiej Danczenko - Jasza
- Kopciuszek czyli magia koła, reż. Krzysztof Rau - aktor II, herold II i odźwierny II
- Ofiara Wilgefortis, reż. Piotr Tomaszuk - biskup
- Ach, Jak cudowna jest Panama, reż. Piotr Cieplak - narrator
- W osiemdziesiąd dni dookoła świata, reż. Janusz Klimsza - James Strand, sędzia Obadia, gazeciarz, kelner, palacz, Hindus
- Antygona, reż. Bogusław Kierc - strażnik
- Pierścień i róża, reż. Paweł Aigner - Walorozo
- Zielona Gęś, reż. Paweł Aigner - osiołek Porfirion

## Reżyseria sztuk teatralnych
- Carpe diem w Teatrze Lalek Banialuka
- Trzy świnki, czyli magia teatru w Teatrze Lalek Banialuka
- Brzydkie kaczątko w Teatrze Lalek Banialuka

## Filmografia
- 2006: Święta wojna, serial - Waldek (w odc. 240)
- 2006: Brat papieża, film dokumentalny - Edmund Wojtyła
- 2008: Droga do raju, film fabularny - ochroniarz
- 2016: Baśń o rycerzu bez konia, spektakl telewizyjny - Łotr, Smok
- 2020: Tristan i Izolda, spektakl telewizyjny - król Marek

## Wybrane nagrody
- 2001: Wyróżnienie jury oraz nagroda ZASP za rolę w spektaklu Szkice z Becketta na XX Ogólnopolskim Festiwalu Teatrów Lalek w Opolu
- 2005: Nagroda redakcji czasopisma Teatr(L)al za animację lalki Bestyi w przedstawieniu Piękna i Bestia na XXII Ogólnopolskim Festiwalu Teatrów Lalek w Opolu
- 2005: Nagroda Prezydenta Miasta Bielska-Białej w dziedzinie teatru
- 2017: Brązowy Medal „Zasłużony Kulturze Gloria Artis”
- 2017: Nagroda Prezydenta Miasta Bielska-Białej w dziedzinie kultury i sztuki